# Kazunori Tani
Tani Kazunori (谷 和憲 Cốc Hoà Hiến) sinh ngày 4 tháng 10 năm 1985 là một diễn viên Nhật Bản gốc Mĩ.

## Tiểu sử
Tani có cha là người Mỹ và mẹ là người Nhật. Năm anh 2 tuổi anh chuyển về tỉnh Ibaraki của Nhật Bản. Là một diễn viên trẻ, Tani là một trong 26 thành viên Precoci, một nhóm biểu diễn. Nghệ danh của anh tại thời điểm đó là Tani Mike (マイク谷?). Vào năm 2003, Tani đã giành giải thưởng lớn tại cuộc thi 16th Annual Junon Super Boy và đổi nghệ danh của mình thành Tani Kazunori.

## Phim điện ảnh tham gia
- Hideshi Hino's Occult Detective Club: The Doll Cemetery (2004), vai Makihara Daisuke (牧原 大介)
- Schoolboy Crush [Boys love II] (2007), vai Hanazono Riku (花園 陸)
- Koisuru Ketsuekigata (恋する血液型)

## Phim truyền hình tham gia
•Ginza Kōkyū Kurabu Mama Aoyama Miyuki 3 (銀座高級クラブママ青山みゆき3)

## Quảng cáo
- Kit Kat (2002)
- Coca-Cola (2004)

## Kịch sân khấu
- Dear Boys, the Musical 2007), vai Moriyama Atsushi (森山 敦司)
- Swing
- Itazura na Kiss: Koi no Mikata no Gakuen Densetsu (2008, イタズラなKiss〜恋の味方の学園伝説), tại Nhà hát Mall-Sun tại Tokyo
- Hiiro no Kakera, the Musical (2008-2009, 緋色の欠片), vai Kutani Ryō (狗谷 遼)

## Giải thưởng
- 2003 Junon Super Boy Contest - Grand Prize